# Província de Mutsu

Mapa das províncias japonesas (1868) com a província de Mutsu em destaque

Mutsu (陸奥国, Mutsu no kuni) foi uma antiga província do Japão, equivalente às atuais prefeituras de Fukushima, Miyagi, Iwate e Aomori, e as municipalidades de Kazuno e Kosaka na prefeitura de Akita.  Também era conhecida como Ōshū (奥州), e o termo Ōu é comumente utilizado para se referir à combinação entre Mutsu e a vizinha Dewa, que compõem a atual região de Tōhoku.

## Recorte histórico
Mutsu, ao norte de Honshū, foi uma das últimas províncias formadas, pelo fato de serem terras tomadas dos Ainu[carece de fontes?], e se tornou a maior de todas, expandindo-se para o norte. A antiga capital situava-se na atual prefeitura de Miyagi.
No 3º mês do 2º ano da era Wadō  (709), aconteceu uma revolta contra as autoridades do governo em Mutsu e na vizinha Echigo e tropas foram enviadas para conter a insurreição.
No 5º ano da era Wadō  (712), Mutsu foi separada da Província de Dewa. O Daijō-kan da Imperatriz Genmei fez mudanças cadastrais no mapa provincial do Período Nara, assim como no ano seguinte a Província de Mimasaka foi separada da Província de Bizen; Hyūga foi desligada da Província de Osumi; e a  Província de Tanba foi separada da Província de Tango.
Durante o Período Sengoku, vários clãs governaram diferentes partes da província. O clã Uesugi tinha um castelo na cidade de Wakamatsu no sul, o clã Nanbu em Morioka ao norte, e Date Masamune, um aliado próximo dos Tokugawa, estabeleceu Sendai, que é hoje a maior cidade da região de Tōhoku.
No  Período Meiji, quatro províncias foram criadas a partir de Mutsu: Rikuchū, Rikuzen, Iwaki e Iwashiro.
A área que é atualmente a prefeitura de Aomori continuou a ser parte de Mutsu até a abolição do sistema han e a conversão nacional para o sistema de prefeituras.

## Mamoru Mutsu
lista parcial de governadores de Mutsu
- Fujiwara no Ujimune (842 - 848)

## Kenkai Mutsu
lista parcial de governadores de Mutsu
- Ōinomikado Nobutsugu (1260 - 1266)
- Ōinomikado Yoshimune (1277 - 1279)

## Distritos

### Sob o Ritsuryō
- Distrito de Iwase (磐瀬郡)
- Distrito de Aizu (会津郡)
- Distrito de Yama (耶麻郡)
- Distrito de Asaka (安積郡)
- Distrito de Adachi (安達郡)
- Distrito de Shinobu (信夫郡)
- Distrito de Katta (刈田郡)
- Distrito de Shibata (柴田郡)
- Distrito de Natori  (名取郡)
- Distrito de Kikuta (菊田郡) (atualmente parte de Iwaki, prefeitura de Fukushima)
- Distrito de Iwaki (磐城郡)
- Distrito de Shineha (標葉郡)
- Distrito de Namegata (行方郡)
- Distrito de Uda (宇多郡)
- Distrito de Esashi (江刺郡)
- Distrito de Igu (伊具郡)
- Distrito de Watari (亘理郡)
- Distrito de Miyagi (宮城郡)
- Distrito de Kurokawa (黒川郡)
- Distrito de Kami (賀美郡)
- Distrito de Shikama (色麻郡)
- Distrito de Tamatsukuri (玉造郡)
- Distrito de Shida (志太郡)
- Distrito de Kurihara (栗原郡)
- Distrito de Iwai (磐井郡) (dividido nos distritos de Distrito de Higashiiwai Distrito de Nishiiwai na prefeitura de Iwate)
- Distrito de Isawa (膽沢郡)
- Distrito de Nagaoka (長岡郡) (distinto daquele na prefeitura de Kōchi)
- Distrito de Niita (新田郡) (distinto daquele na prefeitura de Gunma)
- Distrito de Oda (小田郡)]] (hoje na cidade de Tome, prefeitura de Miyagi)
- Distrito de Tōda (遠田郡)
- Distrito de Kesen (気仙郡)
- Distrito de Oshika (牡鹿郡)
- Distrito de Tome (登米郡)
- Distrito de Monou (桃生郡)
- Distrito de Ōnuma (大沼郡)

### Distritos durante a era Meiji
- Distrito de Tsugaru (津軽郡)
- Distrito de Kita (北郡)
- Distrito de Sannohe (三戸郡)
- Distrito de Ninohe (二戸郡)